# Playdigious
Playdigious est une entreprise d'édition de jeux vidéo téléchargeables sur iOS et Android. 
L'entreprise est fondée en 2015 par Xavier Liard et Romain Tisserand, cofondateurs de la société DotEmu, à la suite de la cession de cette dernière. Playdigious exerce son activité commerciale à Montreuil et son activité de développement à Nancy. Actuellement, l'entreprise comprend sept salariés.

## Activités

### Pôle édition
L'équipe de Montreuil est chargée de l'édition et du portage de jeux vidéo premium ou freemium sur smartphones, tablettes et Smart TV.

### Pôle développement
En octobre 2016, l'équipe de Nancy annonce avoir levé 600 000€ de fonds afin d'assurer le développement de la technologie Adtrial, un service publicitaire interactif, qui permet à l'utilisateur de tester directement les jeux mobiles durant une période de 30 à 90 secondes via le streaming ; puis, passé ce délai, d'être confronté à leur téléchargement. Par ailleurs, Adtrial s'adaptera aux différentes performances des smartphones et l'entreprise se concentre sur les connexions en 4G et en Wi-Fi afin d'offrir un service optimal. Pour l'instant, le développement du service s'achève et Playdigious souhaite réaliser une bêta privée. 

## Jeux édités par Playdigious

### Jeux free-to-play
- Stardunk (iOS, Android)
- Take Cover (iOS, Android)
- Chicken Jump (iOS, Android)

### Jeux premium
- Puddle + (iOS, Android)
- Mechanic Escape (iOS, Android)
- Evoland (iOS, Android)
- Mini Metro (Android)
- unWorded (Android)
- OK Golf (Android)
- White Night (iOS, Android)[6]
- Evoland 2 (iOS, Android)
- Teslagrad(iOS, Android)
- Turmoil (Switch)
- Cultist Simulator (iOS, Android)
- Dungeon of the Endless (PlayStation 4, Switch)
- Dead Cells (iOS, Android)
- The Almost Gone (iOS, Android)
- Arrog (iOS, Android)
- Northgard (iOS, Android)

### Sources
1. ↑  (en) Ryan Ballard, « DotEMU's founders have sold it off, and have now established Playdigious », sur Droid Gamers, 2 septembre 2015 (consulté le 20 juillet 2017)
2. ↑  Emmanuel Forsans, « La Start-up française Playdigious lève 600 000 euros pour lancer Adtrial, le service permettant d'essayer des jeux dans les publicités sur mobile », sur afjv.com, 19 octobre 2016. (consulté le 16 mai 2017)
3. ↑  Chloé Woitier, « Jeux mobiles : le français Playdigious veut créer des publicités jouables », sur lefigaro.fr, 19 octobre 2016. (consulté le 20 juillet 2017)
4. ↑  « fiche d'identité de l'entreprise », sur www.infogreffe.fr (consulté le 7 juillet 2019)
5. ↑  « Playdigious : une startup à suivre en 2017 (Interview) », sur alloweb.org, 9 avril 2017. (consulté le 20 juillet 2017)
6. ↑  Rémi Crouet, « White Night, le jeu d'horreur et de survie bientôt sur iOS ! », sur www.iphonote.com (consulté le 1er août 2017)